# بیمه مسافرت
بیمه مسافرت (به انگلیسی: Travel insurance) در این گروه بیمه، بیمه‌گر متعهد می‌شود، که در طول دوران مشخص مسافرت، کلیه هزینه‌های درمانی و بیمارستانی هر یک از بیمه‌شدگان که بر اساس شرایط قرارداد و با رعایت فرانشیز توافق شده، قابل پرداخت می‌باشد را جبران نماید. به‌طور کلی تعهدات بیمه‌گر شامل هزینه‌های ویزیت پزشک، جراحی، پانسمان، انواع آزمایش‌های پزشکی، مخارج بیهوشی، هزینه‌های اتاق عمل و جابجایی به بیمارستان، هزینه‌های دارو، دندانپزشکی، بلایای طبیعی، تروریسم، زایمان و هر حادثه دیگری است که بیمه‌گر براساس شرایط قرارداد، خود را ملزم به پرداخت آن کرده‌ است.